# 兵庫県道724号姫路新宮線
兵庫県道724号姫路新宮線（ひょうごけんどう724ごう ひめじしんぐうせん）は、兵庫県姫路市からたつの市に至る一般県道である。

## 概要
姫路市青山3丁目からたつの市新宮町新宮に至る。
姫路西バイパス開通以前は、起点から姫路市石倉までの区間は国道29号の一部であった。さらに姫路北バイパスの開通により、2015年（平成27年）4月より姫路市石倉から下伊勢までの区間も国道29号との重複から外れた。たつの市新宮町船渡から新宮までの区間は国道179号を短絡する。

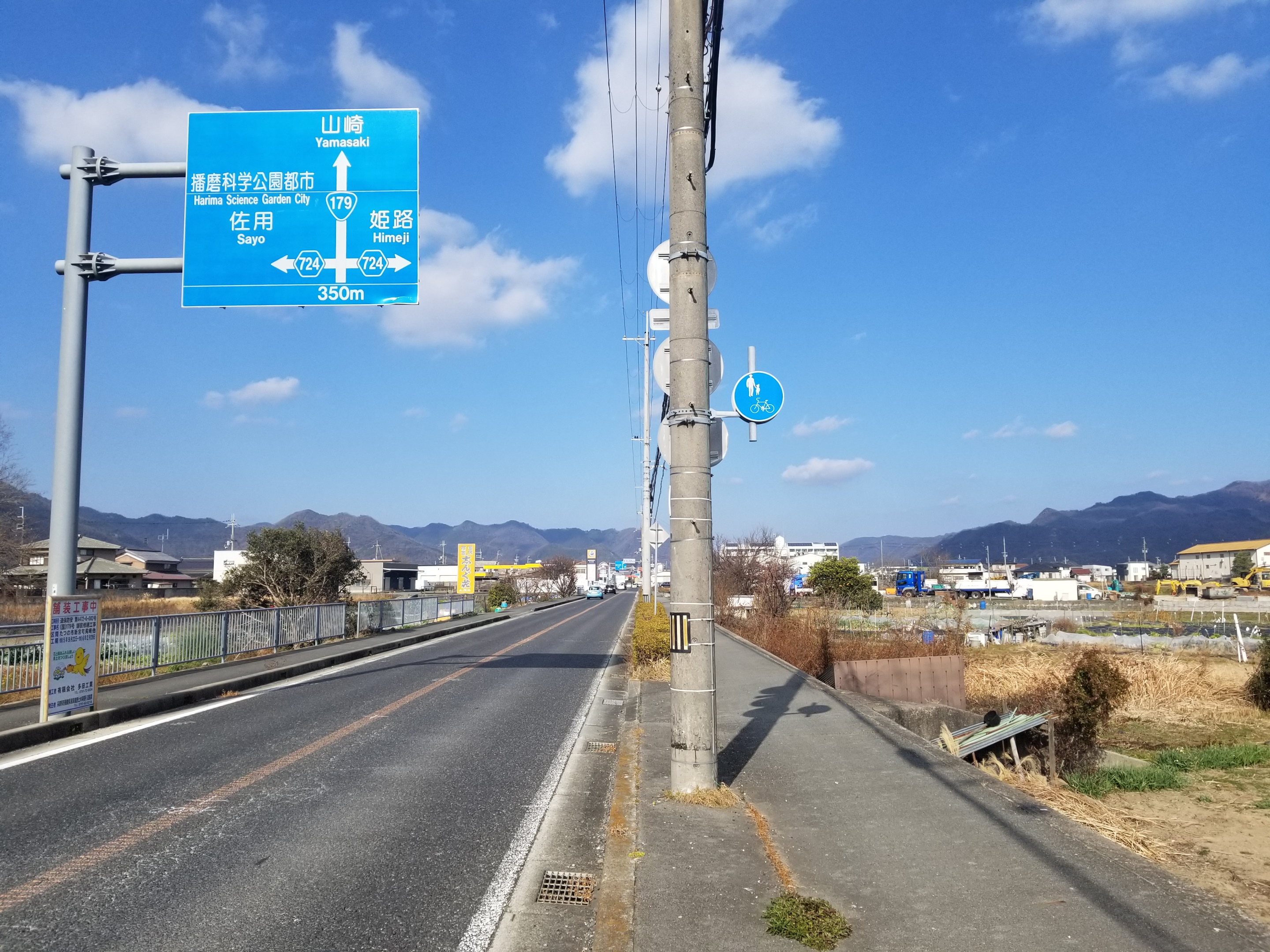
たつの市・船渡交差点。国道179号の行き先である「佐用」「播磨科学公園都市」が当道路側に付いている。

### 路線データ
- 起点：姫路市青山3丁目（夢前橋西詰交差点、国道2号交点、兵庫県道417号広畑青山線終点）
- 終点：たつの市新宮町新宮（芝田橋北詰交差点、国道179号交点）
- 総延長：約11.563 km

## 路線状況

### 重複区間
- 兵庫県道5号姫路上郡線（姫路市飾西・長池東交差点 - 姫路市飾西・長池交差点）
- 国道29号（姫路市林田町下伊勢・たつの市神岡町追分・追分交差点）

### 道路施設

#### 橋梁
- 鳥居橋（林田川、たつの市）
- 觜崎橋（揖保川、たつの市）
- 馬立橋（栗栖川、たつの市）
- 芝田橋（栗栖川、たつの市）

## 地理

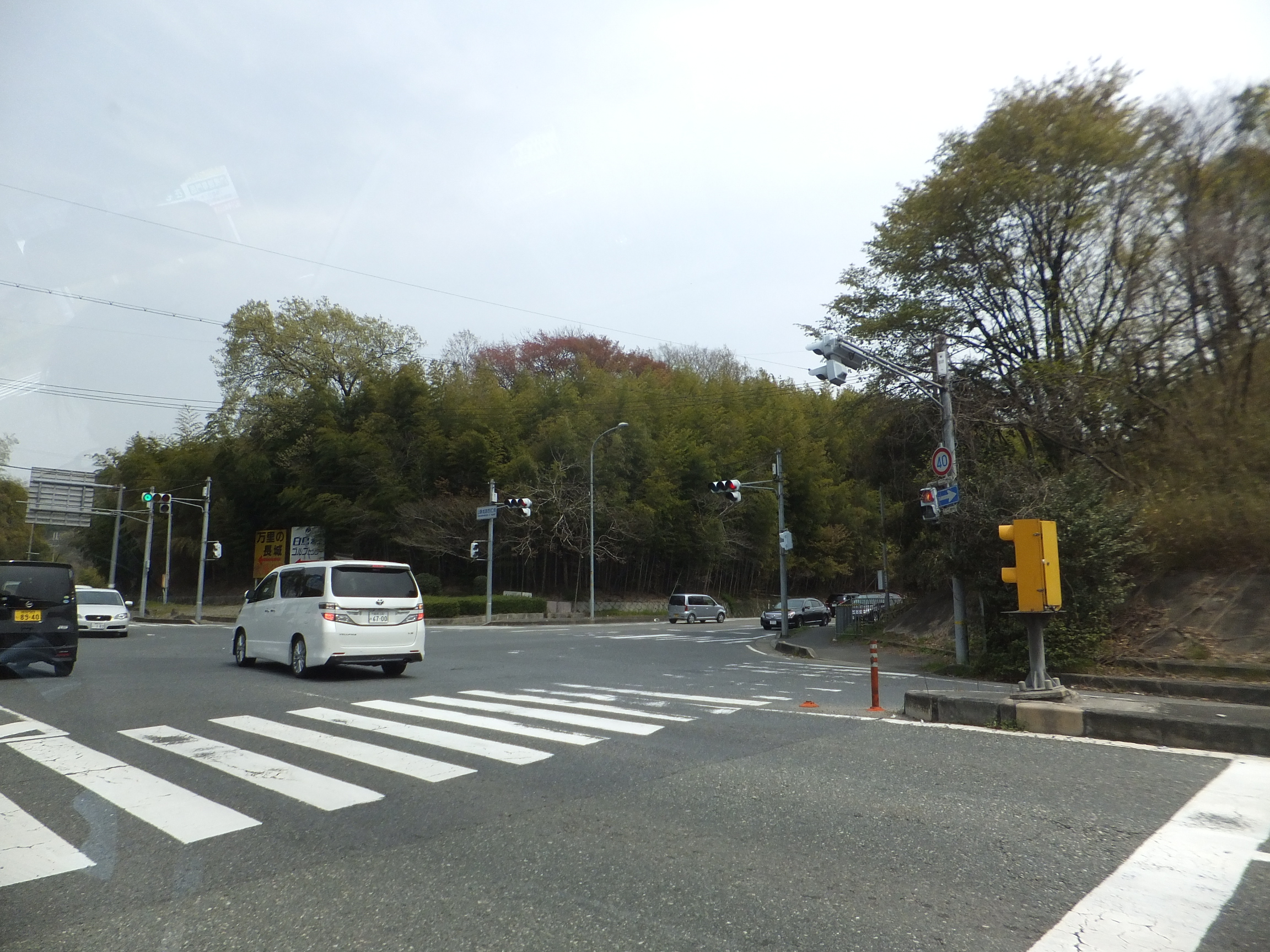
旧・国道29号の区間
姫路市石倉で撮影

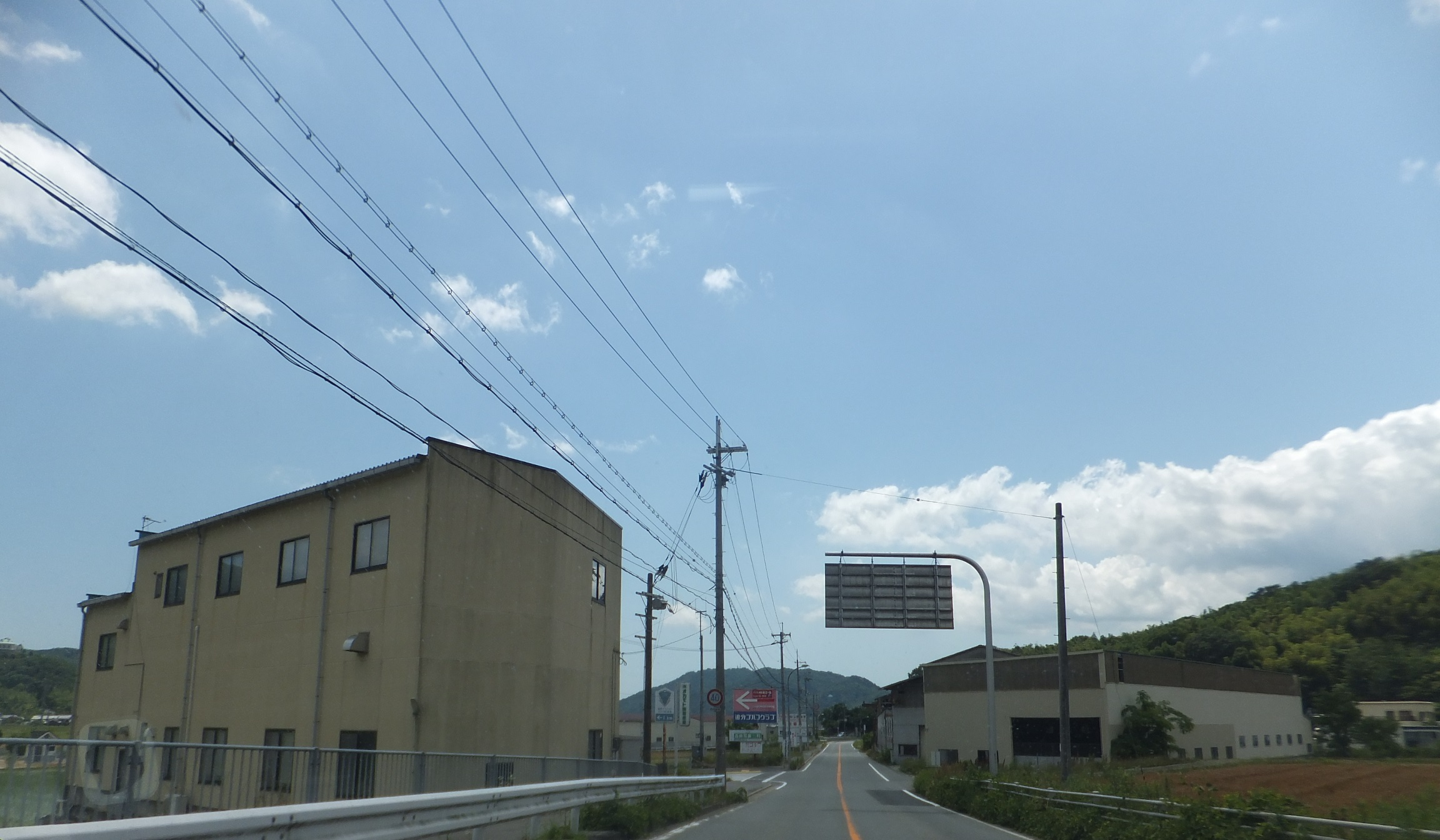
国道29号との交点付近
たつの市神岡町追分で撮影

### 通過する自治体
- 姫路市
- たつの市

### 交差する道路
| 交差する道路                                                      | 市町村名 | 交差する場所     | 交差する場所                                   |
| ----------------------------------------------------------------- | -------- | ---------------- | ---------------------------------------------- |
| 国道2号 兵庫県道417号広畑青山線                                   | 姫路市   | 青山3丁目        | 夢前橋西詰交差点 / 起点                        |
| 兵庫県道220号余部停車場線                                         | 姫路市   | 飾西             | 余部駅前交差点                                 |
| 兵庫県道411号山之内莇野姫路線                                     | 姫路市   | 飾西             | 飾西交差点                                     |
| 兵庫県道5号姫路上郡線 重複区間起点                                | 姫路市   | 飾西             | 長池東交差点                                   |
| 兵庫県道5号姫路上郡線 重複区間終点                                | 姫路市   | 飾西             | 長池交差点                                     |
| E2 山陽自動車道 国道29号 / 姫路西バイパス 兵庫県道545号石倉玉田線 | 姫路市   | 石倉             | 山陽姫路西IC東交差点 7 山陽姫路西IC 相野ランプ |
| 国道29号 / 姫路北バイパス                                         | 姫路市   | 石倉             | 石倉ランプ                                     |
| 兵庫県道420号石倉太子線                                           | 姫路市   | 石倉             | 石倉交差点                                     |
| 国道29号 / 姫路北バイパス 国道29号 重複区間起点                   | 姫路市   | 林田町下伊勢     | 下伊勢ランプ                                   |
| 兵庫県道413号護持下伊勢線                                         | 姫路市   | 林田町下伊勢     | 下伊勢交差点                                   |
| 国道29号 / 姫路北バイパス未供用                                   | 姫路市   | 林田町下伊勢     |                                                |
| 国道29号 重複区間終点                                             | たつの市 | 神岡町追分       | 追分交差点                                     |
| 兵庫県道435号上伊勢誉田線                                         | たつの市 | 神岡町上横内     | 上横内交差点                                   |
| 兵庫県道436号大住寺東觜崎停車場線                                 | たつの市 | 神岡町大住寺     |                                                |
| 兵庫県道437号東觜崎網干停車場線                                   | たつの市 | 神岡町東觜崎（） | 觜崎橋東詰交差点                               |
| 国道179号                                                         | たつの市 | 新宮町船渡       | 船渡交差点                                     |
| 国道179号                                                         | たつの市 | 新宮町新宮       | 芝田橋（）北詰交差点 / 終点                    |

### 交差する鉄道
- 姫新線

### 沿線
- 夢前川
- JR西日本姫新線 余部駅
- 兵庫県立姫路飾西高等学校
- 飾西郵便局
- たつの市立神岡小学校
- たつの市立越部小学校
- 兵庫県立龍野北高等学校